# Querschnitt
Querschnitt är Megaherz fjärde musikalbum, utgivet 2001.

## Låtförteckning

### CD 1
1. "Miststück" - 3:29
2. "Gott sein" - 4:13
3. "Kopf durch die Wand" - 4:29
4. "Wer bist Du?" - 3:05
5. "Kopfschuss" - 4:19
6. "Herz aus Stein" - 4:04
7. "Jordan" - 3:38
8. "Burn" - 1:37
9. "Rappunzel" - 3:57
10. "Himmelfahrt" - 6:01
11. "Tanz auf dem Vulkan'" - 5:41
12. "Das Licht am Ende der Welt" - 4:23
13. "Hurra – Wir leben noch" - 4:43
14. "Schlag' zurück" - 3:59
15. "Teufel" - 5:00
16. "Hänschenklein '97" - 2:50

### CD 2
1. "Freiflug" (Video/Radio Cut) - 3:48
2. "Freiflug" (Album Version) - 4:58
3. "Liebestöter" (Club Mix) - 4:35
4. "Liebestöter" (Atomic Mix) - 5:33
5. "Rock Me, Amadeus" (Radio Edit) - 3:26
6. "Rock Me, Amadeus" (Fieberwahn Mix) - 6:02
7. "Gott sein" (Blemish's Buss & Bet Mix) - 7:39
8. "Gott sein" (Kerosin Take Off Mix) - 4:30
9. "Himmelfahrt" (Radio Edit) - 4:29
10. "Freiflug" (Music Video) - 0:00